# وسام العراق (أستراليا)
أنشأت الملكة إليزابيث الثانية، ملكة أستراليا، وسام العراق بناءً على نصيحة رئيس الوزراء الأسترالي جون هوارد في عام 2004. يُمنح وسام العراق لأفراد قوات الدفاع الأسترالية (ADF) الذين خدموا في العراق أو حوله (19 مارس 2003 - 25 نوفمبر 2013) خلال حرب العراق.